# Martin Sheridan
Martin John Sheridan, ameriški atlet, * 18. marec 1881, Bohola, Mayo, Irska, † 27. marec, 1918, Manhattan, New York, ZDA.
Sheridan je nastopil na treh Poletnih olimpijskih igrah, v letih 1904 v St. Louisu, 1906 v Atenah, ki jih Mednarodni olimpijski komite ne priznava, in 1908 v Londonu. Na igrah leta 1904 je osvojil naslov olimpijskega prvaka v metu diska, na igrah leta 1906 naslova olimpijskega prvaka v suvanju krogle in metu diska ter naslove olimpijskega podprvaka v skoku v višino z mesta, skoku v daljino z mesta in metu kamna, na igrah leta 1908 pa naslova olimpijskega prvaka v metu diska in grškega diska ter bronasto medaljo v skoku v daljino z mesta. Bil je del druščine atletov iz irskega kluba znanih kot Irish Whales, ki so prevladovali v atletskih disciplinah v metih. Umrl je marca 1918 star sedemintrideset let kot ena zgodnjih žrtev svetovne pandemije španske gripe.